# Kobe
Kōbe (神戸市, Kōbe-shi) är en stad i Kansai-regionen på ön Honshu i Japan. Den är administrativt centrum i Hyōgo prefektur. Staden är en av Japans viktigaste hamnstäder. Staden är känd för köttsorten Kobebiff, som anses vara en av marknadens mest exklusiva rätter.
Den 17 januari 1995 skakades staden av en jordbävning som mätte 7,2 på richterskalan. Omkring 5 000 personer dog.

## Historia
Staden Kōbe grundades 1889. Redan på 200-talet e.Kr. nämns dock en ort på samma plats med namnet Ōwada-no-tomari (大輪田泊) i Nihon Shoki. Under Edoperioden var orten rastställe för resande under namnet Kanbe (神戸), samma tecken som sedan kom att uttalas ”Kōbe”. 
Under en kort tid på 1180-talet var Kobe huvudstad i Japan, när den nytillträdde kejsaren Antoku flyttade sitt hov dit tillsammans med sina företrädare Go-Shirakawa och Takakura, i samband med ett oroligt maktskifte.

## Administrativ indelning
Kōbe var 1956 en av de första städerna i Japan att bli en signifikant stad med speciell status (seirei shitei toshi) vilket innebär att den har tagit över viktiga funktioner från prefekturen.

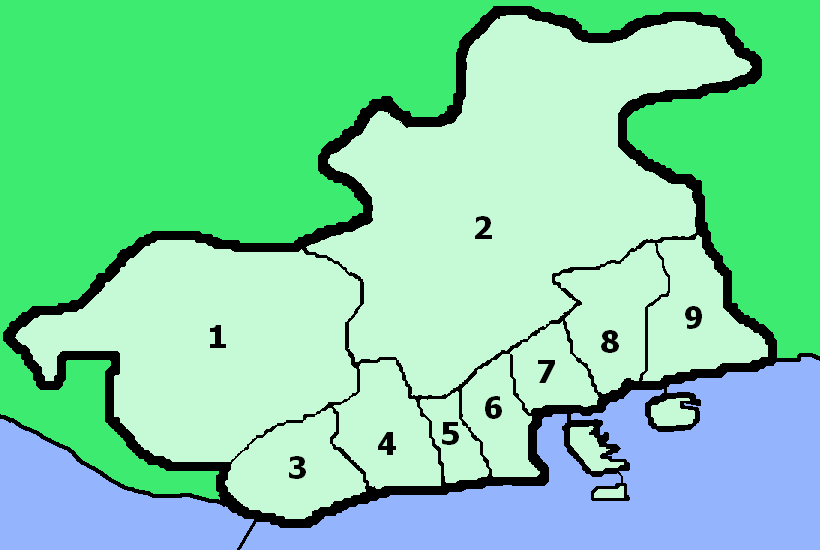
Kōbes indelning i stadsdelar

Kōbe består av nio stadsdelar.
|   |                |        | Invånare 1 oktober 2015 | Area (km²) |
| - | -------------- | ------ | ----------------------- | ---------- |
| 1 | Nishi-ku       | 西区   | 245 895                 | 138,01     |
| 2 | Kita-ku        | 北区   | 219 868                 | 240,29     |
| 3 | Tarumi-ku      | 垂水区 | 219 554                 | 28,11      |
| 4 | Suma-ku        | 須磨区 | 162 533                 | 28,93      |
| 5 | Nagata-ku      | 長田区 | 97 952                  | 11,36      |
| 6 | Hyōgo-ku       | 兵庫区 | 106 983                 | 14,68      |
| 7 | Chūō-ku        | 中央区 | 135 218                 | 28,97      |
| 8 | Nada-ku        | 灘区   | 136 130                 | 32,66      |
| 9 | Higashinada-ku | 東灘区 | 213 727                 | 34,02      |

## Kommunikationer

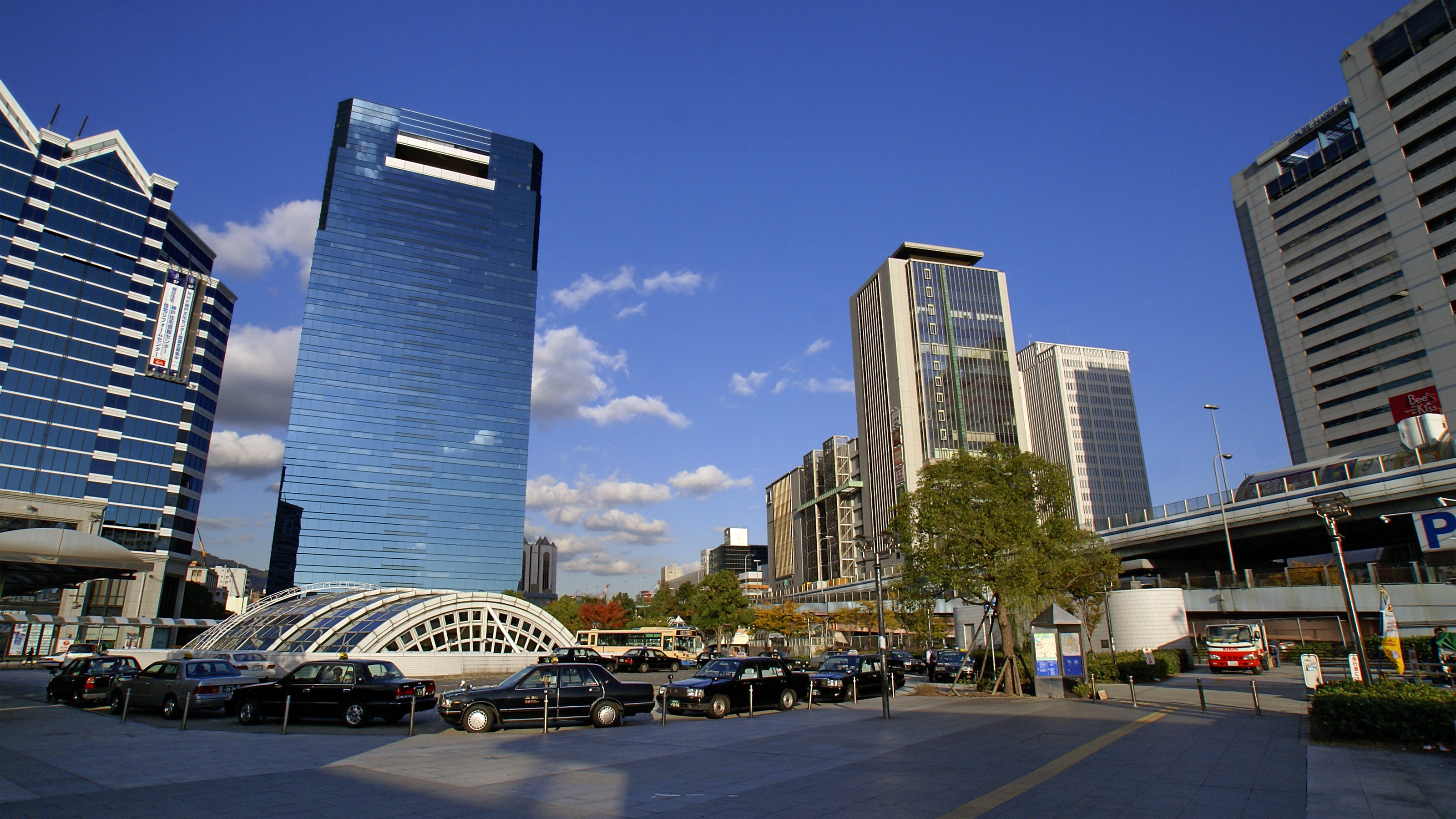
Harborland

Kōbe sammanbinds med ett antal järnvägslinjer framför allt längs kusten men även inåt landet. Huvudstationen heter Sannomiya. JR Nishi Nihons Sanyolinje går genom centrum på staden och har flera stationer i Kōbe. Sanyo Shinkansen har en station nära centrum, Shin-Kōbe. I lokaltrafiken finns en tunnelbana med två linjer. Det finns också masstransportsystem ut på de konstgjorda öarna Rokko, hamnen och flygplatsen.

## Jordbävningen 1995
Den 17 januari 1995 klockan 05.46 lokal tid inträffade en jordbävning av magnitud 7,2 med epicentrum vid Awaji-ön. Skakningarna mätte upp till 7 på den japanska shindoskalan. Jordbävningen kallas på japanska Hanshin-Awaji Daishinsai (阪神・淡路大震災), "Stora Hanshin—Awaji-jordbävningen".
De flesta dödsfall inträffade i de påföljande bränderna. 5 079 personer omkom, mellan 27 000 och 35 000 skadades och 60 återfanns aldrig. Omkring 300 000 människor tvingades lämna sina hem. Detta var den värsta jordbävningen i Japan sedan den stora jordbävningen i Tokyo 1923.
Jordbävningsberedskapen i Kobe var relativt låg. Den japanska regeringen fick efter jordbävningen kritik för att inte omedelbart tackat ja till utländska hjälperbjudanden.
I december varje år hålls en högtid till minne av offren för jordbävningen.

## Demografi
Av Kobes befolkning på 1 516 838 invånare 1 mars 2004 var totalt 44 755 av utländsk nationalitet. Över hälften av dessa, 24 082, var Koreaner och över en fjärdedel, 12 279 var Kineser.

## Turism
Till Kobes sevärdheter hör Kitano Ijinkan (北野異人館), en stadsdel i europeisk stil där utlänningar inkvarterades under meiji- och taishoperioderna.

## Sport
Vissel Kobe har haft framgångar i fotboll, bland annat med spel i J. League. Den största sportanläggningen i Kobe är multisportanläggningen Kobe Universiade Memorial Stadium, där de större fotbollsmatcherna spelas.

## Kända personer från Kobe
- Toyohiko Kagawa, författare

## Galleri

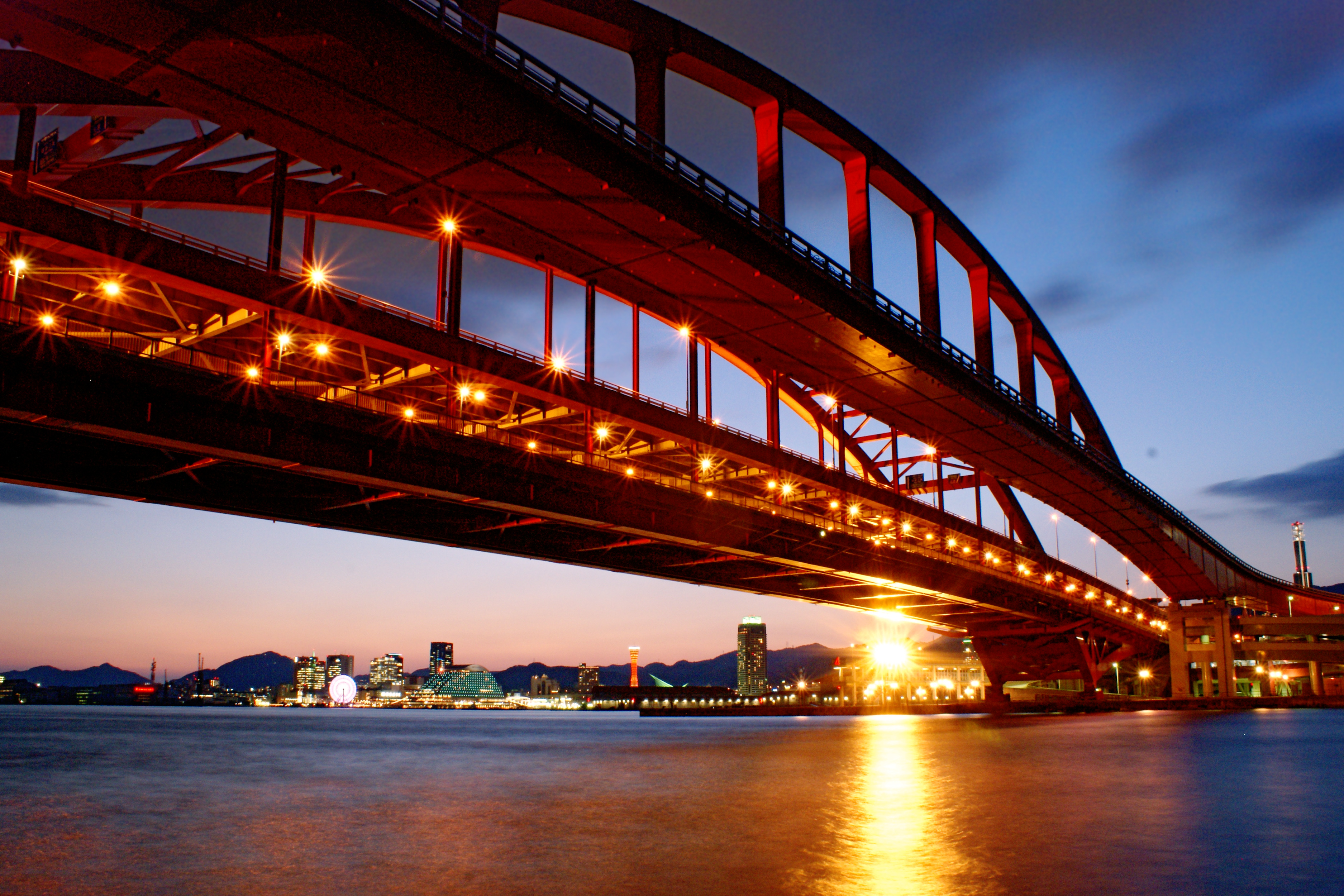
Kobe-Ohashi
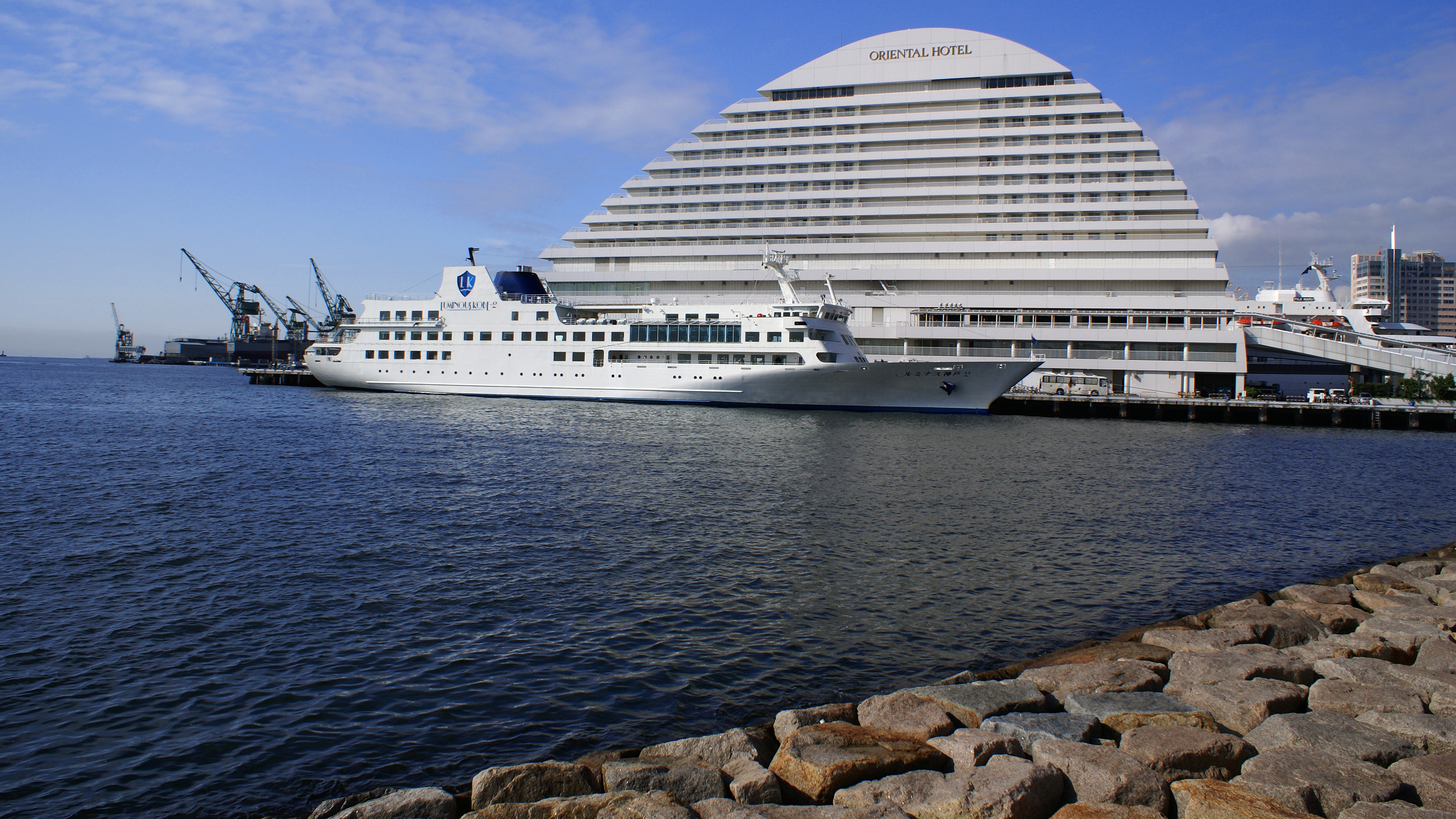
Meriken Park Oriental Hotel
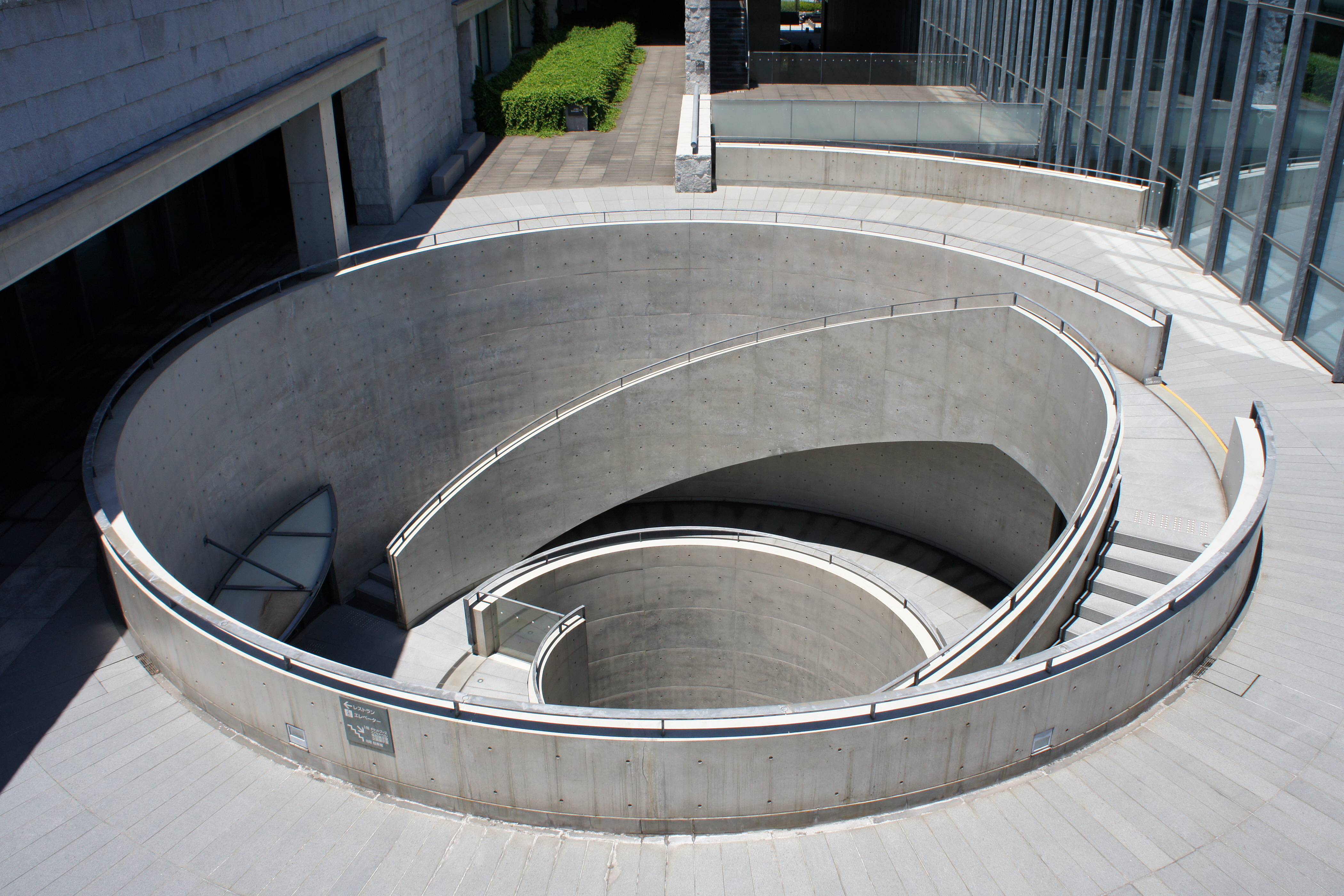
Hyogo Prefectural Museum of Art
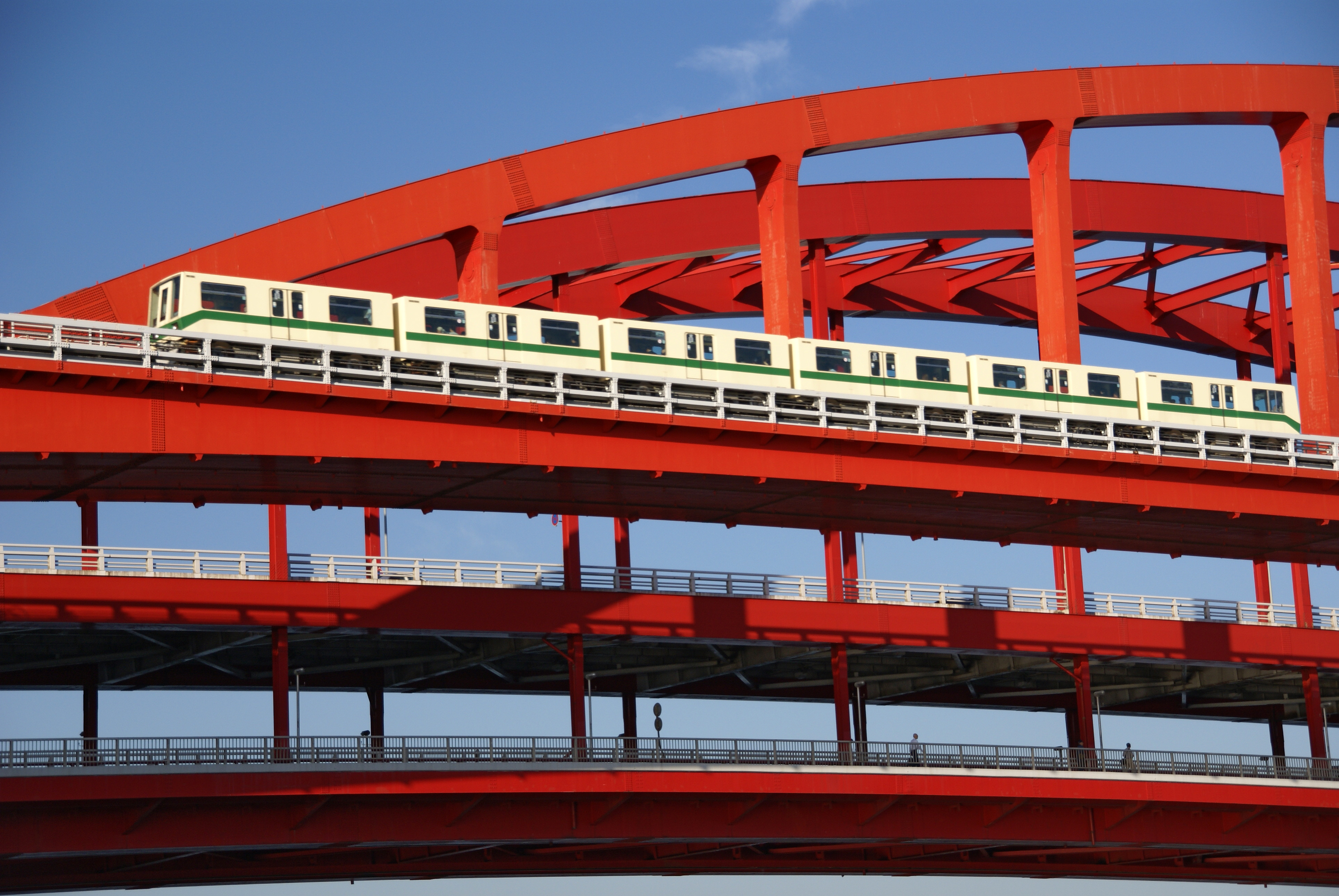
Port Liner på Kobe Bridge
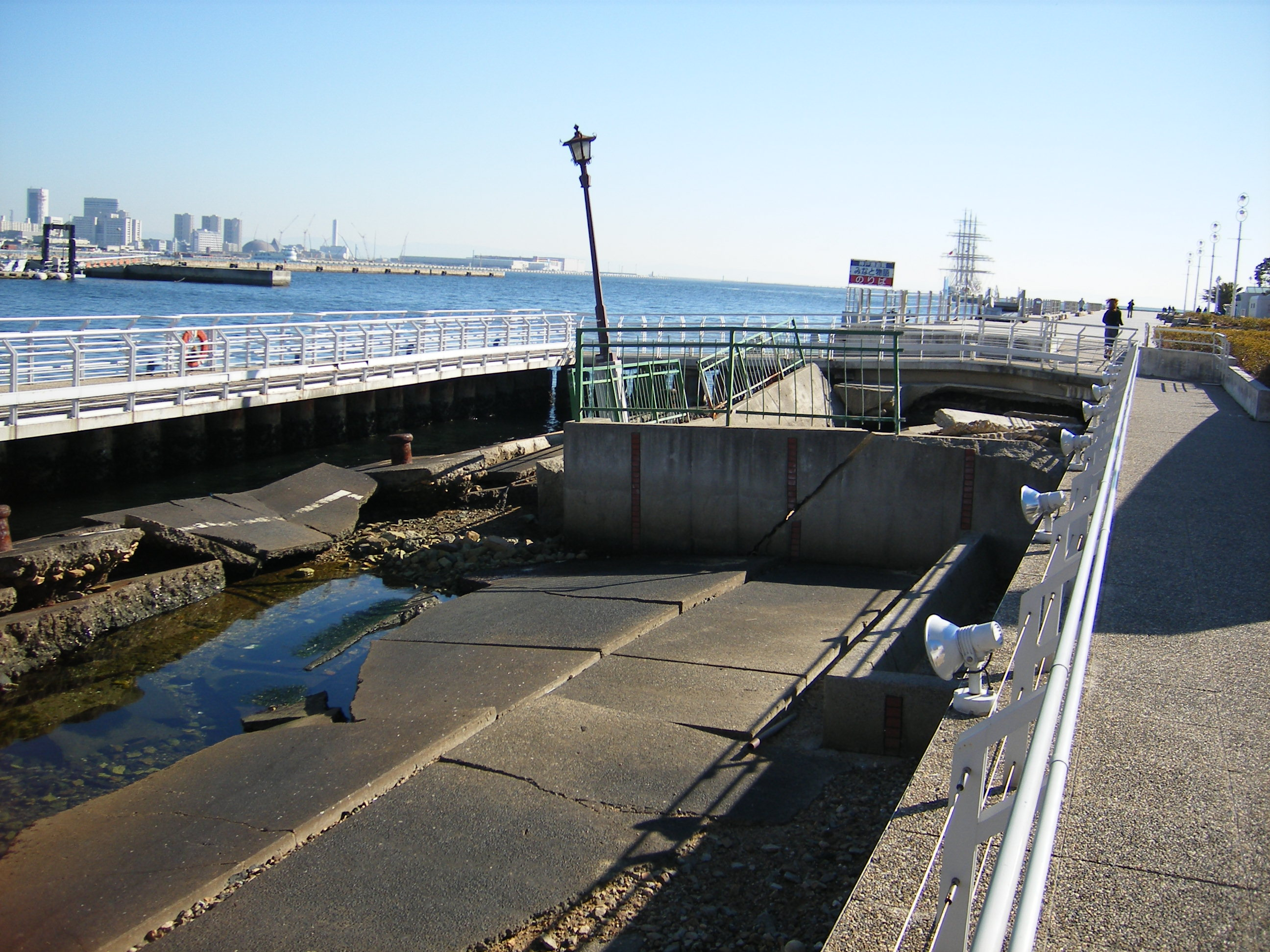
En liten del av Kobes hamn har bevarats i det tillstånd det befann sig direkt efter jordbävningen 1995.